# 정구운
정구운(鄭求運, 1944년 5월 15일 ~ )은 대한민국의 정치인이다. 제4대 연수구청장을 역임했다.

## 학력
- 인천문학국민학교 (졸업)
- 인천중학교 (졸업)
- 동산고등학교 (졸업)
- 연세대학교 (정치외교학과 / 학사)

## 역대 선거 결과
|  | 27.78% |

|  | 60.48% |